# Rencontres de Bienne
Les Rencontres de Bienne sont un événement littéraire qui, depuis 2008, se déroule chaque année, normalement au mois de février, dans la ville suisse bilingue de Bienne. Des écrivains,,, et des traducteurs,, professionnels et non-professionnels, de toute la Suisse, et même d'ailleurs s'y réunissent pour discuter de leurs textes en cours d'élaboration.